# Syngonium chocoanum
Syngonium chocoanum är en kallaväxtart som beskrevs av Thomas Bernard Croat. Syngonium chocoanum ingår i släktet Syngonium och familjen kallaväxter. Inga underarter finns listade.